# Onitis brevidens
Onitis brevidens là một loài bọ cánh cứng trong họ Bọ hung (Scarabaeidae).